# Istituto Yunus Emre
L'Istituto Yunus Emre (in turco Yunus Emre Enstitüsü) è un'organizzazione educativa e culturale turca con sede ad Ankara creata nel 2007 con un decreto dell'allora primo ministro Recep Tayyip Erdoğan, operante nell'ambito della Fondazione Yunus Emre. Essa prende il nome da Yunus Emre, famoso poeta turco del XIV secolo, e mira a promuovere la lingua e la cultura turca nel mondo. È considerata un'istituzione del soft power turco. Le attività e le sedi dell'istituto hanno una diffusione mondiale ma si concentrano soprattutto nella regione dei Balcani.

## Attività
Tra gli obiettivi dell'istituto vi è quello di svolgere attività di istruzione e formazione con programmi di certificazione in campi quali la lingua turca, la storia, la cultura e l'arte. In linea con i suoi obiettivi fondanti, l'istituto svolge numerose attività per condurre ricerche per una migliore promozione e insegnamento della cultura, della storia, della lingua e della letteratura turca; per sostenere studi scientifici in collaborazione con diverse istituzioni e per rendere noti i risultati al pubblico attraverso varie pubblicazioni. L'Istituto Yunus Emre, istituito nell'ambito della Fondazione Yunus Emre, svolge attività di istruzione e formazione, ricerca scientifica e applicazioni al fine di realizzare gli obiettivi della legge. Esso si propone inoltre di contribuire alla formazione di accademici e ricercatori competenti nei campi della lingua, della storia, della cultura, dell'arte e della musica turca, e di svolgere pratiche di istruzione e formazione attraverso programmi di certificazione. L'Istituto svolge attività di promozione della Turchia, della lingua, della cultura, dell'arte e della storia turca attraverso i Centri culturali turchi Yunus Emre che sono stati aperti in vari Paesi all'estero. Contribuendo alla promozione della Turchia attraverso progetti scientifici, attività culturali e corsi nei Centri culturali turchi Yunus Emre, si rafforzerà l'amicizia tra la Turchia e gli altri Paesi e si incrementeranno le relazioni tra le culture. Grazie ai corsi di lingua turca che si svolgono all'interno dei Centri culturali turchi Yunus Emre, coloro che desiderano imparare il turco come lingua straniera hanno l'opportunità di imparare il turco, mentre i cittadini turchi dei Paesi interessati hanno l'opportunità di conoscere più da vicino la propria lingua e di mantenere i legami culturali con la Turchia.
Lo Yunus Emre Enstitüsü svolge attività culturali e artistiche e sostiene ricerche scientifiche, oltre a svolgere attività di istruzione e formazione nei centri all'estero.
L'istituto, che ha iniziato le sue attività nel 2009, conta attualmente 62 centri in 52 Paesi. In questi centri il turco viene insegnato a chiunque lo desideri. Nei centri, dove vengono organizzati vari seminari, simposi, conferenze e tavole rotonde, i nomi più importanti del mondo della cultura e dell'arte si incontrano con gli amanti dell'arte.

## L'istituto in Italia
In Italia l'istituto ha una sede a Roma, situata a Via Lancellotti, nei pressi di Via dei Coronari, dove vengono offerti corsi di Turco e si svolgono convegni, manifestazioni culturali e incontri.